# Bryconexodon juruenae
Bryconexodon juruenae é uma espécie de peixe da família dos caracídeos e da ordem dos caraciformes. Os machos podem alcançar 12,5 cm de comprimento.
Vivem em zonas de clima tropical, na América do Sul, mais especificamente, na bacia do rio Tapajós, no Brasil.